# ロイヤル商事
ロイヤル商事株式会社は、東京都豊島区に本社を置くエステティックサロン、フード事業、教育事業を運営する会社。

## グループ企業
- 株式会社カーナカリス
- 有限会社アールアンドエス
- 株式会社ワールドトラベルサービス
- 株式会社セッツ・インターナショナル